# Đại Quốc hội Thổ Nhĩ Kỳ
Đại Quốc hội Thổ Nhĩ Kỳ (Türkiye Büyük Millet Meclisi, viết tắt là TBMM) là cơ quan lập pháp của Thổ Nhĩ Kỳ theo Hiến pháp Thổ Nhĩ Kỳ. Đại Quốc hội được thành lập vào ngày 23 tháng 4 năm 1920 tại Ankara trong Chiến tranh giành độc lập Thổ Nhĩ Kỳ, là một cơ quan quan trọng trong nỗ lực của Tổng thống Mustafa Kemal Atatürk để thành lập nhà nước Cộng hòa Thổ Nhĩ Kỳ từ tàn dư của Đế quốc Ottoman.

## Lịch sử

### Trước thời kỳ Cộng hòa Thổ Nhĩ Kỳ

#### Đế quốc Ottoman
Thời kỳ lập hiến pháp thứ nhất kéo dài hai năm với hai cuộc bầu cử. Sau cuộc bầu cử đầu tiên, quốc hội bị sultan giải tán vì chỉ trích hành động của chính phủ trong Chiến tranh Nga–Thổ Nhĩ Kỳ (1877–1878). Cuộc bầu cử thứ hai được tổ chức vào ngày 28 tháng 6 năm 1877. Quốc hội mới cũng bị Sultan Abdul Hamid II giải tán vào ngày 14 tháng 2 năm 1878 với lý do ngăn ngừa bất ổn xã hội. Chế độ quân chủ chuyên chế được khôi phục và hiến pháp Ottoman 1876 bị đình chỉ.
Thời kỳ lập hiến pháp thứ hai bắt đầu vào ngày 23 tháng 7 năm 1908 sau Cách mạng Thanh niên Thổ Nhĩ Kỳ. Hiến pháp 1876 được khôi phục và sửa đổi để bãi bỏ quyền trục xuất công dân đã thực hiện các hoạt động gây hại của sultan, bảo đảm quyền tự do báo chí, cấm kiểm duyệt, công nhận quyền tự do hội họp, thành lập chính đảng và xác định chính phủ chịu trách nhiệm trước quốc hội, chứ không phải trước sultan.
Trong hai thời kỳ lập hiến của Đế quốc Ottoman, Đại Hội đồng Đế quốc Ottoman là cơ quan lập pháp lưỡng viện. Thượng viện gồm các thượng nghị sĩ do sultan bổ nhiệm. Đại tể tướng, một chức vụ cấp cao có từ nhiều thế kỷ của Đế quốc Otttoman, trở thành chức vụ giống như thủ tướng của những quốc gia châu Âu khác, và chức vụ chủ tịch Thượng viện cũng phỏng theo chức vụ tương tự ở châu Âu. Viện Dân biểu là hạ viện, gồm các dân biểu do nhân dân bầu ra.

#### Đại Quốc hội được thành lập

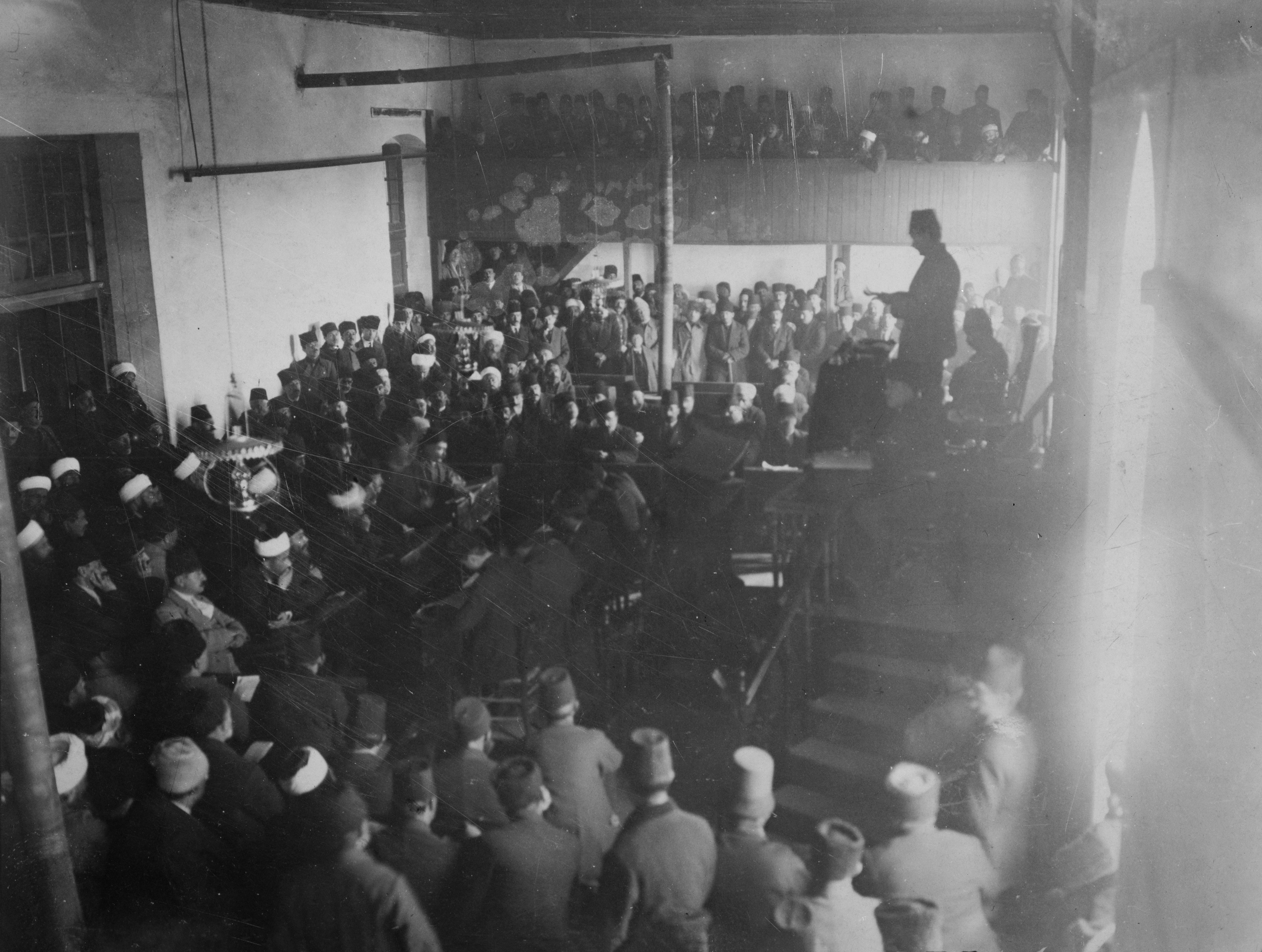
Chủ tịch Đại Quốc hội Mustafa Kemal Pasha phát biểu trước Đại Quốc hội tại kỳ họp thứ hai (1 tháng 3 năm 1921)

Sau Chiến tranh thế giới thứ nhất, Khối Đồng Minh lên kế hoạch phân chia Đế quốc Ottoman. Theo Hòa ước Sèvres, lãnh thổ Thổ Nhĩ Kỳ bị thu nhỏ xuống một vùng ở Tiểu Á. Trước những yêu sách của Khối Đồng Minh, Phong trào dân tộc Thổ Nhĩ Kỳ nổi dậy dưới sự lãnh đạo của Mustafa Kemal Atatürk nhằm đấu tranh giành độc lập cho Thổ Nhĩ Kỳ, châm ngòi Chiến tranh giành độc lập Thổ Nhĩ Kỳ. Atatürk chủ trương thành lập một nhà nước Thổ Nhĩ Kỳ độc lập, có chủ quyền nhằm giải phóng dân tộc Thổ Nhĩ Kỳ. Năm 1922, Đại Quốc hội bãi bỏ ngôi vua Đế quốc Ottoman. Ngày 29 tháng 10 năm 1923, Cộng hòa Thổ Nhĩ Kỳ được tuyên bố thành lập.

#### Dời đô về Ankara

Mustafa Kemal Atatürk, chủ tịch Đại Quốc hội đầu tiên

Ngày 19 tháng 3 năm 1920, Mustafa Kemal Atatürk tuyên bố "sẽ triệu tập một Quốc hội tại Ankara với những quyền hạn đặc biệt". Atatürk thông báo phương thức bầu cử đại biểu Quốc hội và xác định sẽ tổ chức bầu cử chậm nhất là 15 ngày. Ngoài ra, ông cho phép những thành viên Viện Dân biểu của Nghị viện Ottoman tham gia Quốc hội nhằm tăng cường tính chính danh của Quốc hội. Bầu cử Đại Quốc hội được tổ chức theo thể thức của bầu cử Viện Dân biểu. Đại Quốc hội họp lần đầu tiên vào ngày 23 tháng 4 năm 1920. Trong Chiến tranh giành độc lập Thổ Nhĩ Kỳ, Đại Quốc hội thành lập một chính phủ lâm thời gọi là Chính phủ Đại Quốc hội.

### Cộng hòa Thổ Nhĩ Kỳ

#### 1923–1945

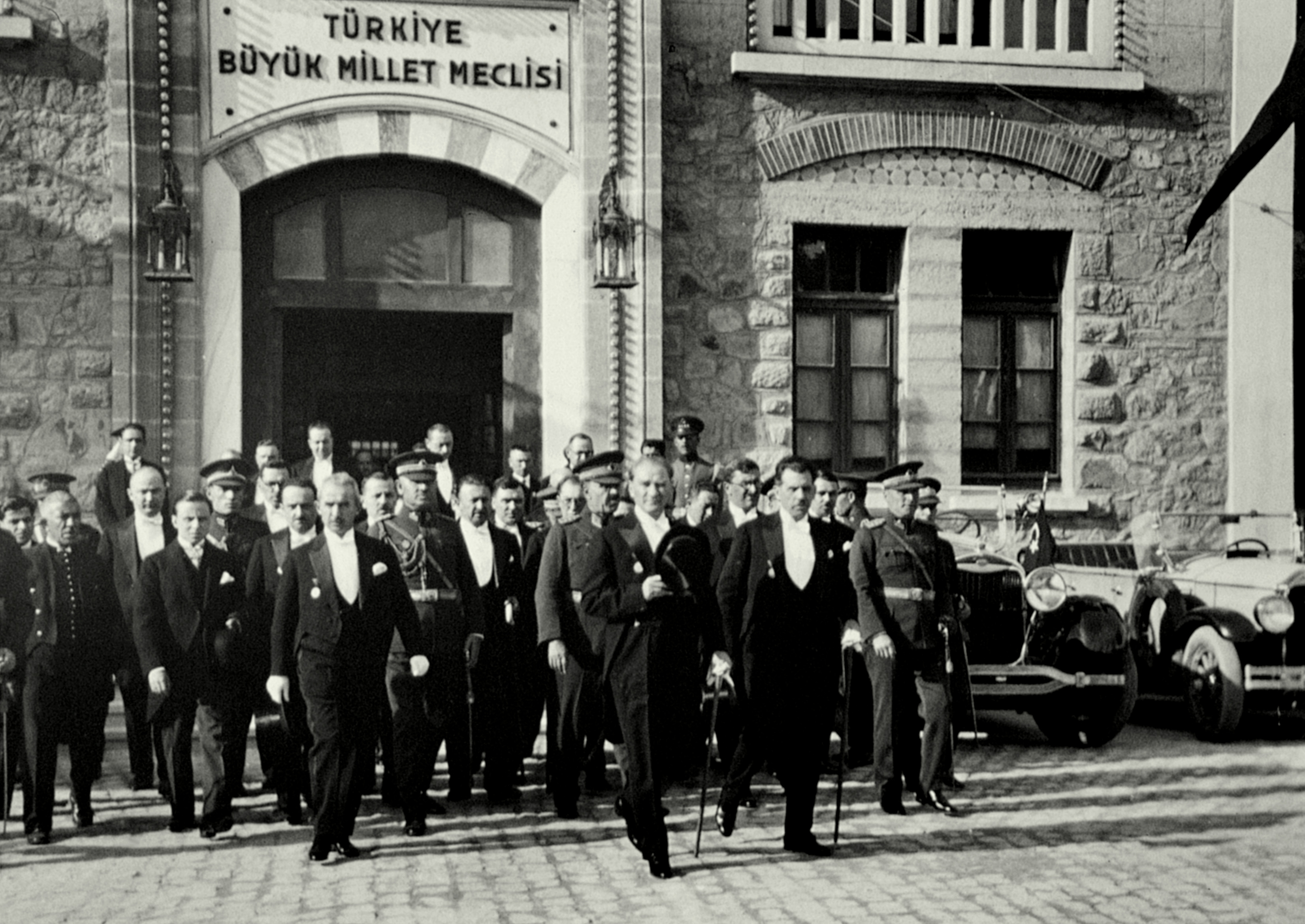
Tổng thống Atatürk và đồng nghiệp rời khỏi trụ sở Đại Quốc hội (hiện tại là Bảo tàng Cộng hòa) sau một phiên họp kỷ niệm bảy năm thành lập Cộng hòa Thổ Nhĩ Kỳ (năm 1930).

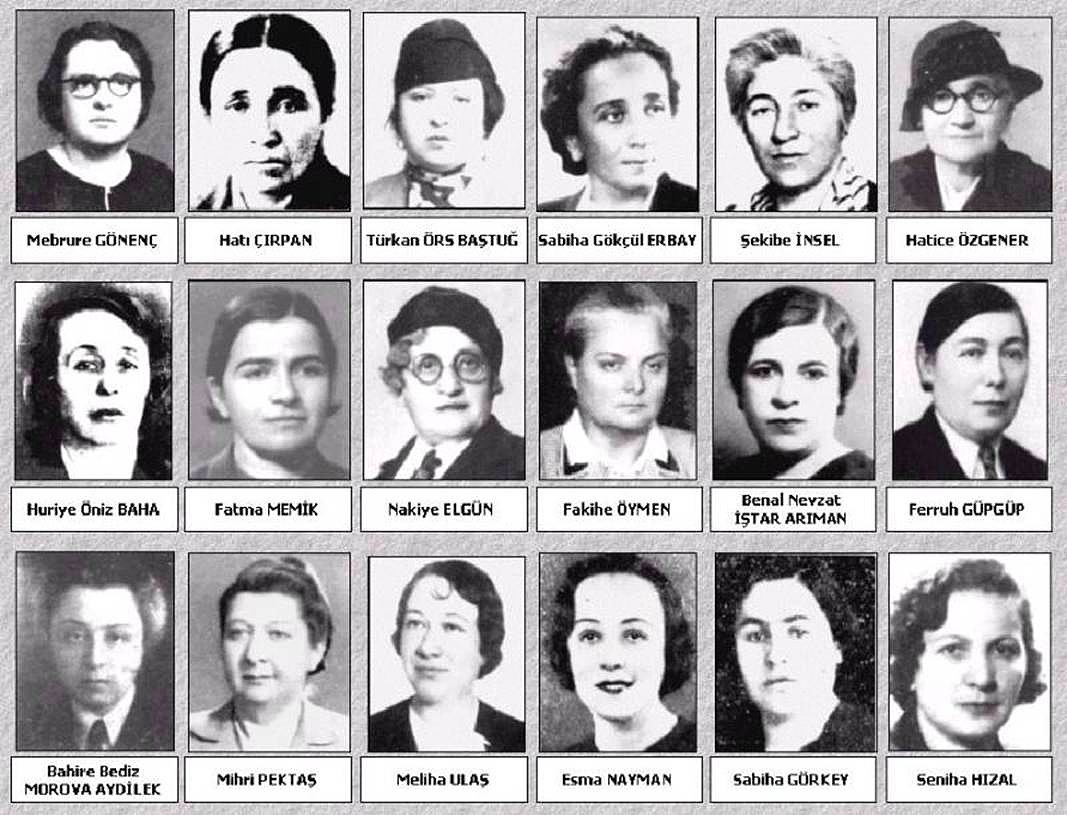
18 nữ đại biểu Đại Quốc hội đầu tiên sau tổng tuyển cử 1935.

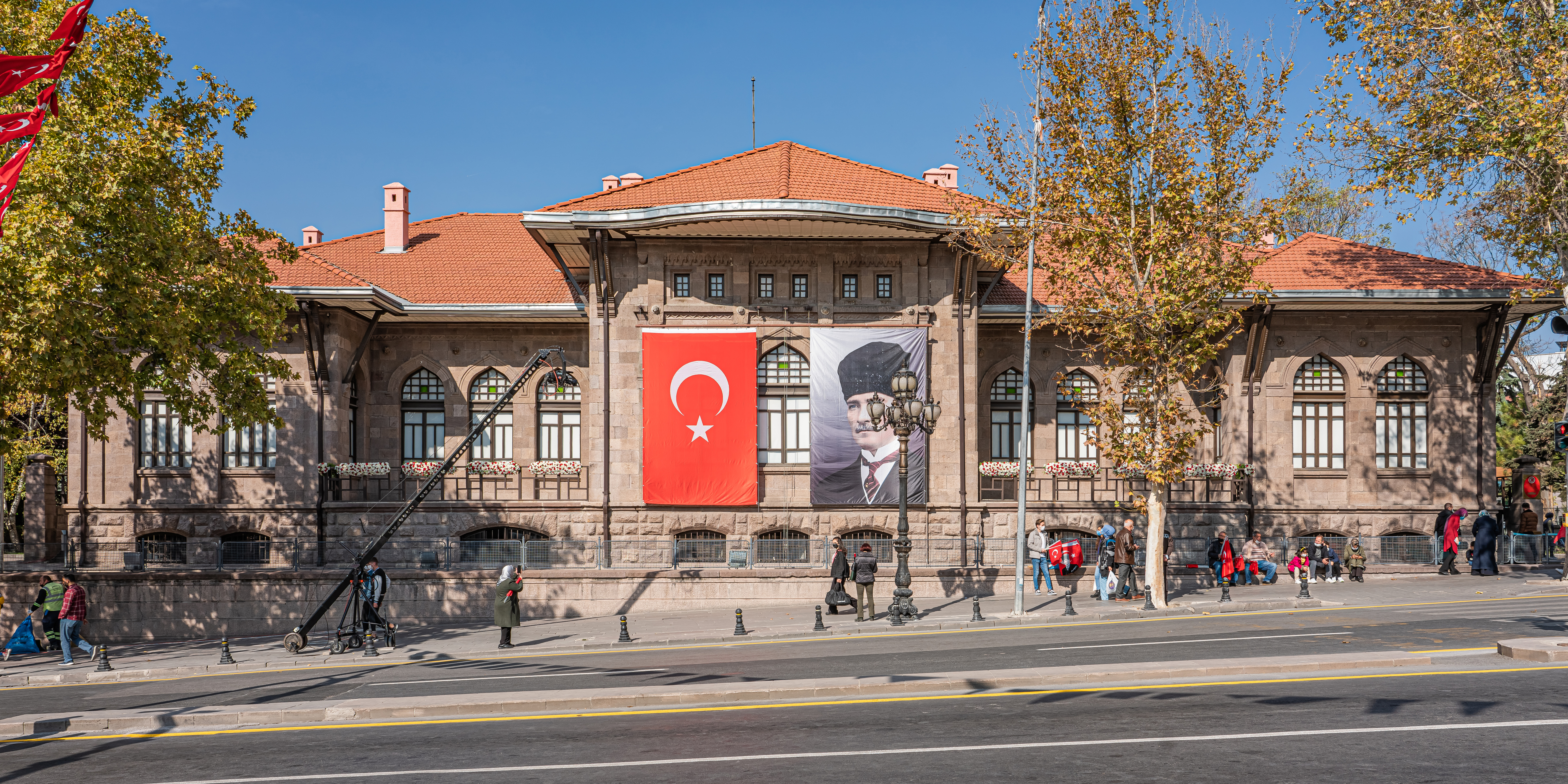
Bảo tàng Chiến tranh Độc lập ở quận, Ankara, nguyên là trụ sở đầu tiên của Đại Quốc hội

Năm 1924, Đảng Cộng hòa Tiến bộ được thành lập theo yêu cầu của Mustafa Kemal nhằm thí điểm hệ thống đa đảng nhưng bị giải thể sau vài tháng. Năm 1930, Đảng Cộng hòa Tự do được Ali Fethi Okyar thành lập lại theo yêu cầu của Mustafa Kemal nhưng cũng bị giải thể vào ngày 17 tháng 11 năm 1930 sau khi một số cuộc bạo loạn diễn ra, đặc biệt là ở các vùng phía đông của Thổ Nhĩ Kỳ. Việc thiết lập hệ thống đa đảng không được thực hiện cho đến năm 1945.

#### 1945–1960
Hệ thống đa đảng được tái lập vào năm 1945 khi Đảng Phát triển Quốc gia được thành lập. Năm 1946, Đảng Dân chủ được thành lập. Đảng Dân chủ thắng cử trong cuộc tổng tuyển cử năm 1950; Celâl Bayar, một trong những lãnh đạo Đảng Dân chủ, được bầu làm tổng thống, trong khi Adnan Menderes trở thành thủ tướng.

#### 1960–1980
Sau cuộc đảo chính ngày 27 tháng 5 năm 1960, Thủ tướng Menderes, Tổng thống Bayar, tất cả các bộ trưởng, đại biểu Quốc hội bị bắt giữ và Quốc hội bị giải thể. Ủy ban Đoàn kết Dân tộc ban hành hiến pháp lâm thời và tiếp quản chính quyền. Các bộ trưởng trong chính phủ quân quản được Ủy ban Đoàn kết Dân tộc bổ nhiệm.
Ngày 6 tháng 1 năm 1961, Ủy ban Đoàn kết Dân tộc thành lập Hội đồng lập hiến gồm các thành viên Ủy ban Đoàn kết Dân tộc và các thành viên Viện Dân biểu để soạn thảo hiến pháp mới. Viện Dân biểu gồm những thành viên do Ủy ban Đoàn kết Dân tộc bổ nhiệm, những đại diện do Đảng Nhân dân Cộng hòa và Đảng Dân tộc Thôn dân Cộng hòa chỉ định và những đại diện của nhiều hiệp hội chuyên môn.
Dự thảo hiến pháp của Quốc hội lập hiến được đưa ra trưng cầu ý dân vào ngày 9 tháng 7 năm 1961 và được 61,17% cử tri chấp thuận. Hiến pháp 1961 là bản hiến pháp đầu tiên do một quốc hội lập hiến soạn thảo, được đưa ra trưng cầu ý dân và bao gồm nhiều điểm mới.
Hiến pháp 1961 thiết lập một thể chế đại nghị và quy định Quốc hội là cơ quan lập pháp lưỡng viện, tổng thống và Hội đồng Bộ trưởng thực hiện quyền hành pháp và thành lập một một Tòa án Hiến pháp.
Hiến pháp 1961 bảo đảm các quyền tự do cơ bản, bao gồm các quyền kinh tế và xã hội và quy định Thổ Nhĩ Kỳ một nhà nước xã hội dân chủ và pháp quyền. Hiến pháp 1961 có hiệu lực cho đến cuộc đảo chính năm 1980.

#### 1980–2018
Sau cuộc đảo chính ngày 12 tháng 9 năm 1980, Hiến pháp 1961 bị đình chỉ và các đảng bị giải thể. Nhiều chính trị gia bị cấm tham gia chính trị. Giống như vào năm 1961, chính phủ quân quản thành lập một Hội đồng lập hiến để soạn thảo hiến pháp mới, gồm các thành viên Hội đồng an ninh quốc gia và Hội đồng Cố vấn. Sau hai năm, dự thảo hiến pháp được đưa ra trưng cầu ý dân vào ngày 7 tháng 11 năm 1982, kết quả là Hiến pháp 1982 được thông qua với 91,37% số phiếu ủng hộ với tỷ lệ cử tri đi bỏ phiếu là 91,27%.
Hiến pháp 1982 thành lập một quốc hội đơn viện gồm 550 đại biểu, tăng cường quyền hành của chính phủ, quy định những hạn chế mới đối với các quyền tự do cơ bản và đặt ra ngưỡng bầu cử 10%.
Hiến pháp 1982 là hiến pháp hiện hành của Thổ Nhĩ Kỳ, đã được sửa đổi nhiều lần, đặc biệt là "luật hội nhập" được đưa ra trong khuôn khổ quá trình gia nhập Liên minh châu Âu.

#### 2018–hiện tại
Sau cuộc trưng cầu ý dân về hiến pháp 2017, số lượng đại biểu Quốc hội tăng từ 550 lên 600. Thành viên Nội các không còn có thể kiêm nhiệm đại biểu Quốc hội và không được trình dự luật trước Đại Quốc hội. Trước đó, thành viên Nội các ngồi bên trái chủ tịch Đại Quốc hội.
Năm 2022, Đại Quốc hội giảm ngưỡng bầu cử từ 10% xuống 7% theo đề nghị của Đảng Công lý và Phát triển và Đảng Hành động Dân tộc.

## Cơ cấu tổ chức
Đại Quốc hội gồm 600 đại biểu được bầu ra từ 87 khu vực bầu cử tương ứng với 81 tỉnh của Thổ Nhĩ Kỳ (Istanbul và Ankara được chia thành ba khu vực bầu cử, İzmir và Bursa được chia thành hai khu vực bầu cử do dân số đông) theo hệ thống đại diện tỷ lệ liên danh đảng sử dụng phương pháp d'Hondt. Để tránh tình trạng phân mảnh trong Đại Quốc hội, một đảng phải nhận được ít nhất 7% số phiếu bầu để trúng cử vào Đại Quốc hội. Sau tổng tuyển cử 2002, chỉ có hai đảng trúng cử vào Đại Quốc hội trong khi những đảng giành được tổng cộng 46,3% số phiếu bầu không được trúng cử vào Đại Quốc hội do không đạt được ngưỡng bầu cử. Sau tổng tuyển cử 2007, chỉ ba đảng trúng cử vào Đại Quốc hội. Tuy ngưỡng bầu cử bị chỉ trích nhưng Tòa án Nhân quyền châu Âu đã bác bỏ một đơn khiếu nại về ngưỡng bầu cử.
Ngưỡng bầu cử không được áp dụng đối với người ứng cử không đảng phái.

### Chủ tịch Đại Quốc hội

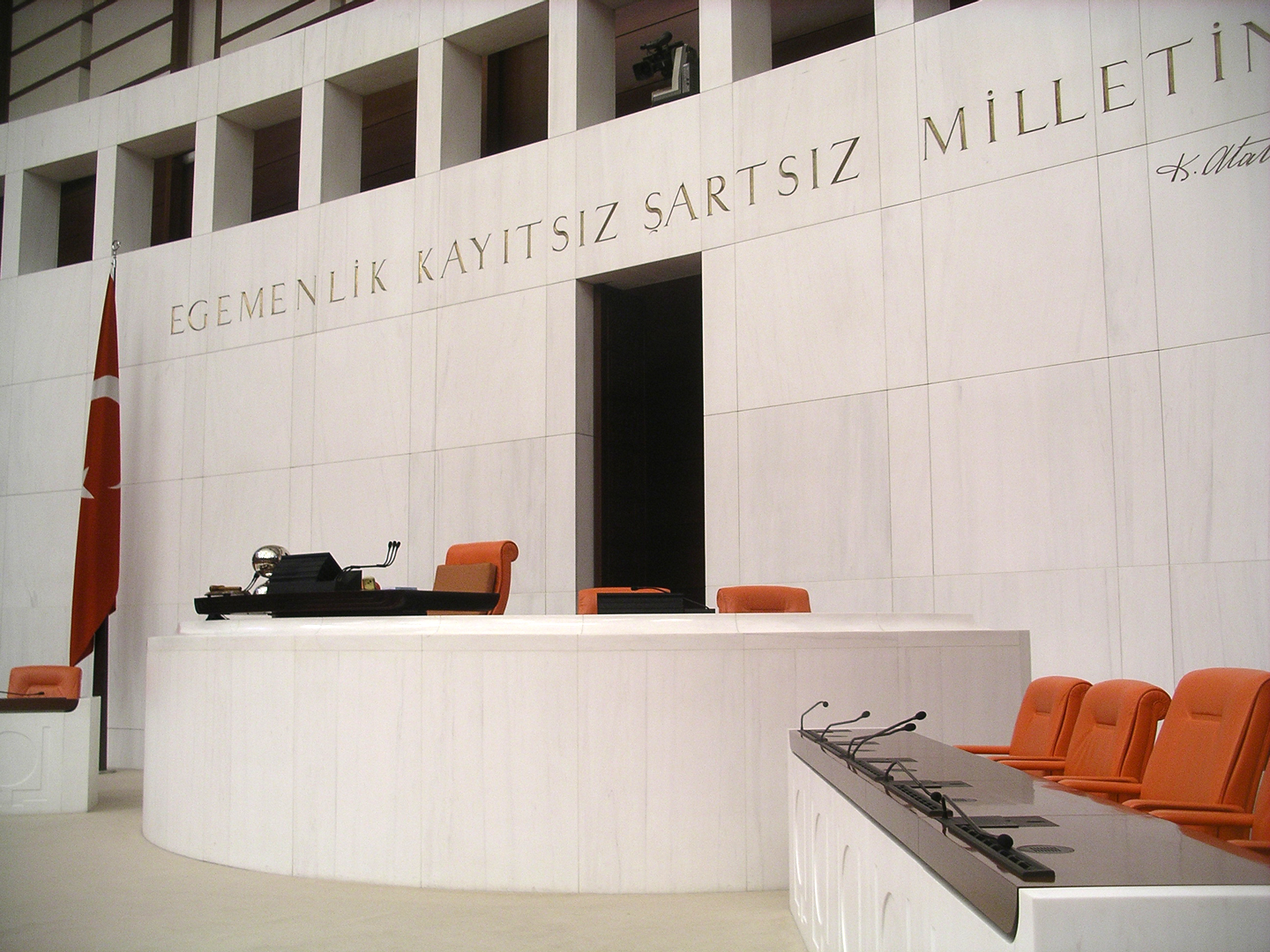
Ghế chủ tịch Đại Quốc hội

Chủ tịch Đại Quốc hội chủ trì các phiên họp của Đại Quốc hội. Sau tổng tuyển cử 2023, Devlet Bahçeli của Đảng Hành động Dân tộc được bầu làm chủ tịch Đại Quốc hội tạm quyền theo truyền thống đại biểu Đại Quốc hội cao tuổi nhất làm chủ tịch Đại Quốc hội khi không có đảng nào chiếm đa số. Ngày 7 tháng 6 năm 2023, Numan Kurtulmuş được bầu làm chủ tịch Đại Quốc hội.

### Ngôn ngữ
Biên bản phiên họp của Đại Quốc hội được dịch sang bốn thứ tiếng: tiếng Ả Rập, tiếng Nga, tiếng Anh và tiếng Pháp. Đại Quốc hội cho phép sử dụng một vài cụm từ trong tiếng Kurd nhưng cấm đại biểu phát biểu bằng tiếng Kurd mặc dù tiếng Kurd là ngôn ngữ phổ biến thứ hai tại Thổ Nhĩ Kỳ.

### Ủy ban
1. Ủy ban Tư pháp (27 ủy viên)[26]
2. Ủy ban Hiến pháp (26 ủy viên)[27]
3. Ủy ban về hài hòa với Liên minh châu Âu (27 ủy viên)[28]
4. Ủy ban Công chính, Phân vùng, Giao thông vận tải và Du lịch (26 ủy viên)[29]
5. Ủy ban Môi trường (26 ủy viên)[30]
6. Ủy ban Đối ngoại (25 ủy viên)[31]
7. Ủy ban Truyền thông kỹ thuật số (17 ủy viên)[32]
8. Ủy ban Dân nguyện (12 ủy viên)[33]
9. Ủy ban An ninh và Tình báo (17 ủy viên)[34]
10. Ủy ban Nội vụ (26 ủy viên)[35]
11. Ủy ban Nhân quyền (25 ủy viên)[36]
  1. Tiểu ban về bài Hồi giáo và phân biệt chủng tộc (10 ủy viên)[37]
  2. Tiểu ban về quyền của người bị kết án, bị tạm giam[38]
  3. Tiểu ban về di cư và hội nhập (10 ủy viên)[39]
  4. Tiểu ban về quyền trẻ em (10 ủy viên)[40]
12. Ủy ban Cơ hội công bằng nam nữ (26 ủy viên)[41]
13. Ủy ban Doanh nghiệp nhà nước (35 ủy viên)[42]
14. Ủy ban Giáo dục, Văn hóa, Thanh niên và Thể thao (26 ủy viên)[43]
15. Ủy ban Quốc phòng (26 ủy viên)[44]
16. Ủy ban Kế hoạch và Ngân sách (30 ủy viên)
17. Ủy ban Y tế, Gia đình, Việc làm và Xã hội (27 ủy viên)[45]
18. Ủy ban Công thương, Năng lượng, Tài nguyên thiên nhiên, Thông tin và Công nghệ (26 ủy viên)[46]
19. Ủy ban Nông nghiệp, Lâm nghiệp và Nông thôn (26 ủy viên)[47]

## Trụ sở

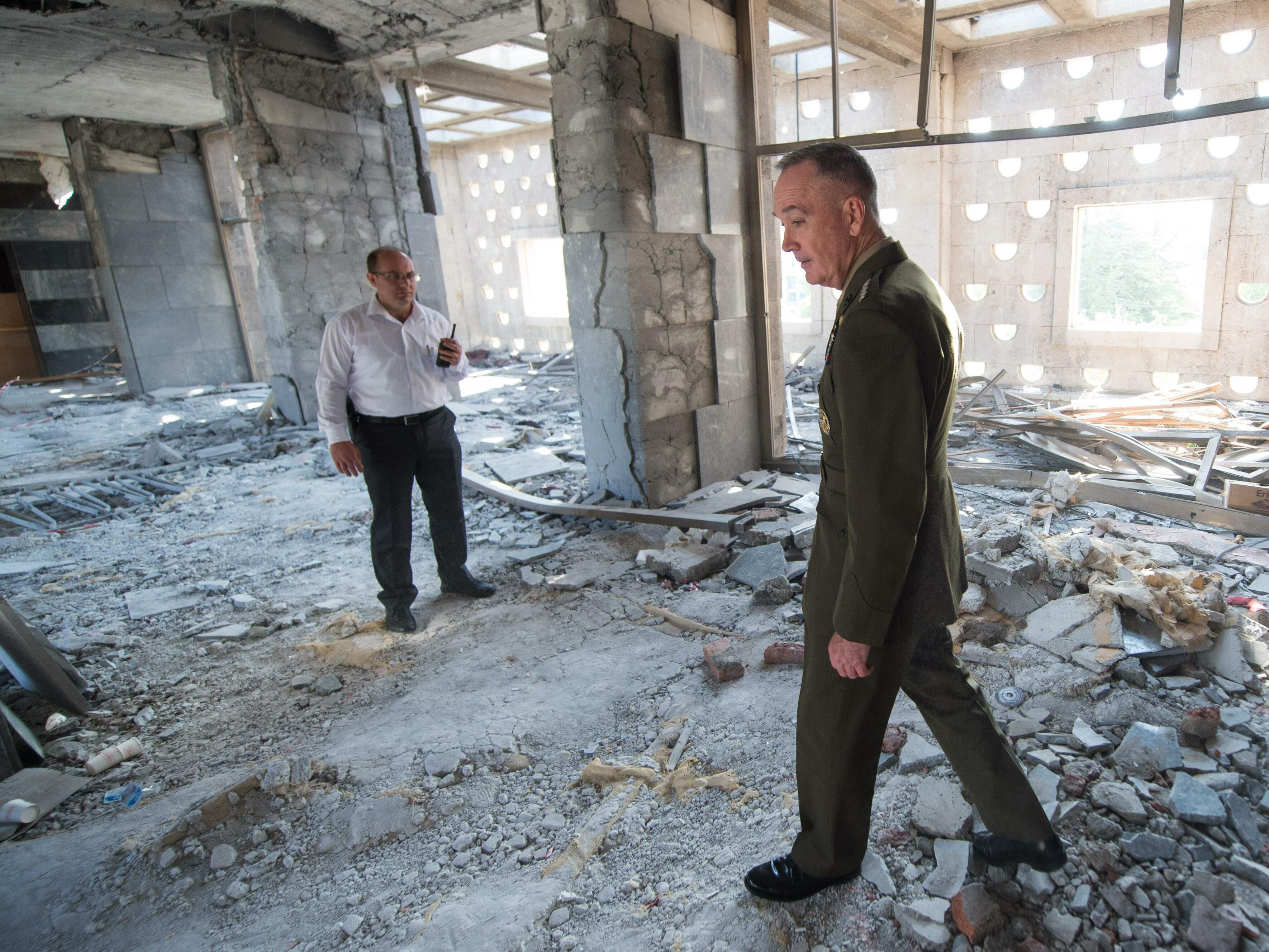
Trụ sở Đại Quốc hội sau cuộc đảo chính hụt 2016

Đại Quốc hội đã có ba trụ sở. Trụ sở đầu tiên nguyên là trụ sở của Ủy ban Liên hiệp và Tiến bộ do kiến trúc sư Hasip Bey thiết kế, được Đại Quốc hội sử dụng đến năm 1924, hiện tại là Bảo tàng Chiến tranh Độc lập. Trụ sở thứ hai do kiến trúc sư Vedat Tek thiết kế, được sử dụng từ năm 1924 đến năm 1960, hiện tại là Bảo tàng Cộng hòa. Trụ sở hiện tại của Đại Quốc hội tại khu Bakanlıklar ở Ankara, do kiến trúc sư, giáo sư Clemens Holzmeister thiết kế. Tòa nhà được in trên mặt sau của tờ tiền 50.000 lira được phát hành 1989–1999. Tòa nhà bị không kích ba lần trong cuộc đảo chính hụt 2016 và được sửa chữa vào mùa hè.

## Thành phần các khóa Đại Quốc hội

### Thời kỳ một đảng
|  | ARMHC / CHP | Không đảng phái |

| 332 | 1 |

| 335 |

| 287 | 30 |

| 401 | 27 |

| 470 |

| 492 |

### Thời kỳ đa đảng
|  | Đảng Nhân dân Cộng hòa | HP | Ind. | Đảng Dân chủ (1946) | MP (1948) / CMP / CKMP |

| 395 | 6 | 64 |

| 69 | 1 | 416 | 1 |

| 31 | 2 | 503 | 5 |

| 178 | 4 | 424 | 4 |

### Đệ nhị Cộng hòa
|  | TİP (1961) | TBP | Đảng Nhân dân Cộng hòa | Ind. | Đảng Dân chủ (1970) | YTP | CGP | AP | MP (1962) | CKMP / MHP | MSP |

| 173 | 65 | 158 | 54 |

| 14 | 134 | 1 | 19 | 240 | 31 | 11 |

| 2 | 8 | 143 | 13 | 6 | 15 | 256 | 6 | 1 |

| 1 | 185 | 6 | 45 | 13 | 149 | 3 | 48 |

| 213 | 4 | 1 | 3 | 189 | 16 | 24 |

### Sau đảo chính 1980
|  | DSP | HP / SHP / CHP | Ind. | DYP | ANAP | MDP | MHP | RP / FP |

| 117 | 211 | 71 |

| 99 | 59 | 292 |

| 7 | 88 | 178 | 115 | 62 |

| 76 | 49 | 132 | 135 | 158 |

| 136 | 3 | 86 | 85 | 129 | 111 |

### Sau tổng tuyển cử 2002
| TİP (2017) | HDP / DEM | CHP | Không đảng phái | İYİ | MHP | Đảng Công lý và Phát triển | YRP |
| ---------- | --------- | --- | --------------- | --- | --- | -------------------------- | --- |

| 178 | 9 | 363 |

| 112 | 26 | 71 | 341 |

| 135 | 35 | 53 | 327 |

| 80 | 132 | 80 | 258 |

| 59 | 134 | 40 | 317 |

| 67 | 146 | 43 | 49 | 295 |

| 4 | 61 | 169 | 43 | 50 | 268 | 5 |

1. đổi Tên của trang đổi hướng tới

## Danh sách lãnh đạo nước ngoài phát biểu tại Đại Quốc hội

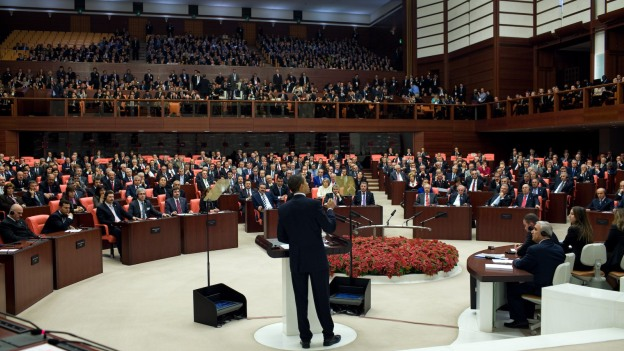
Tổng thống Hoa Kỳ Barack Obama phát biểu trước Đại Quốc hội vào năm 2009

Đại Quốc hội Thổ Nhĩ Kỳ thỉnh thoảng mời khách quốc tế dự các phiên họp và phát biểu trước Đại Quốc hội.
|    | Thời gian            | Quốc gia                            | Tên                           | Chức danh                                                            |
| -- | -------------------- | ----------------------------------- | ----------------------------- | -------------------------------------------------------------------- |
| 1  | 15 tháng 4 năm 1955  | Iraq                                | Abdul-Wahab Mirjan            | Chairman of the Iraqi Parliament                                     |
| 2  | 16 tháng 7 năm 1956  | Pakistan                            | Iskander Mirza                | Tổng thống Pakistan                                                  |
| 3  | 1 tháng 11 năm 1958  | Iran                                | Serdar Fahi̇r Hi̇kmat           | Chairman of the Iranian Parliamentary Delegation                     |
| 4  | 24 tháng 4 năm 1959  | Indonesia                           | Sukarno                       | Tổng thống Indonesia                                                 |
| 5  | 1 tháng 4 năm 1964   | Tây Đức                             | Eugen Gerstenmaier            | Chủ tịch Quốc hội Liên bang                                          |
| 6  | 5 tháng 1 năm 1965   | Liên Xô                             | Nikolay Podgorny              | Tổng Bí thư Đảng Cộng sản Liên Xô                                    |
| 7  | 25 tháng 3 năm 1965  | Tunisia                             | Habib Bourguiba               | Tổng thống Tunisia                                                   |
| 8  | 5 tháng 12 năm 1984  | Trung Quốc                          | Lôi Khiết Quỳnh               | Đại biểu Đại hội đại biểu Nhân dân toàn quốc                         |
| 9  | 23 tháng 4 năm 1985  | Nhật Bản                            | Susumu Kobayashi              | Thành viên Chúng nghị viện                                           |
| 10 | 23 tháng 4 năm 1986  | Bản mẫu:Country data Ủy hội châu Âu | Oliver James Flanagan         | Deputy President of the Parliamentary Assembly of the Ủy hội châu Âu |
| 11 | 23 tháng 4 năm 1987  | Luxembourg                          | Astrid Lulling                | Member of Chamber of Deputies of Luxembourg                          |
| 12 | 23 tháng 4 năm 1988  | Malaysia                            | Mohamed Zahir Ismail          | Speaker of the Dewan Rakyat                                          |
| 13 | 23 tháng 4 năm 1989  | Switzerland                         | Hubert Reymond                | President of the Swiss Council of States                             |
| 14 | 23 tháng 4 năm 1990  | Malaysia                            | Ahmad Urai Abang Muhideen     | Chủ tịch Thượng viện                                                 |
| 15 | 23 tháng 4 năm 1991  | Hungary                             | Kelemen András                | Thứ trưởng phụ trách bảo hiểm xã hội                                 |
| 16 | 12 tháng 5 năm 1992  | Bosnia and Herzegovina              | Muhamed Čengić                | Phó Thủ tướng Bosnia và Herzegovina                                  |
| 17 | 26 tháng 6 năm 1992  | Azerbaijan                          | Abulfaz Elchibey              | Tổng thống Azerbaijan                                                |
| 18 | 23 tháng 4 năm 1992  | Kyrgyzstan                          | Serikbolsyn Abdildin          | Chairman of the Supreme Council of Kazakhstan                        |
| 19 | 10 tháng 6 năm 1993  | Bắc Síp                             | Rauf Denktaş                  | Tổng thống Bắc Síp                                                   |
| 20 | 9 tháng 2 năm 1994   | Azerbaijan                          | Heydar Aliyev                 | Tổng thống Azerbaijan                                                |
| 21 | 23 tháng 4 năm 1994  | Bắc Síp                             | Ayhan Halit Acarkan           | Speakers of the Assembly of the Republic                             |
| 22 | 13 tháng 10 năm 1994 | Kyrgyzstan                          | Askar Akayev                  | Tổng thống Kyrgyzstan                                                |
| 23 | 23 tháng 4 năm 1995  | Croatia                             | Katica Ivanišević             | Speaker of the Chamber of Counties of Croatia                        |
| 24 | 4 tháng 4 năm 1996   | Georgia                             | Eduard Shevardnadze           | Tổng thống Gruzia                                                    |
| 25 | 21 tháng 1 năm 1997  | Bắc Síp                             | Rauf Denktaş                  | Tổng thống Bắc Síp                                                   |
| 26 | 29 tháng 4 năm 1997  | Romania                             | Emil Constantinescu           | Tổng thống Romania                                                   |
| 27 | 6 tháng 5 năm 1997   | Azerbaijan                          | Heydar Aliyev                 | Tổng thống Azerbaijan                                                |
| 28 | 29 tháng 7 năm 1997  | Bulgaria                            | Petar Stoyanov                | Tổng thống Bulgaria                                                  |
| 29 | 12 tháng 2 năm 1998  | Albania                             | Rexhep Meidani                | Tổng thống Albania                                                   |
| 30 | 23 tháng 4 năm 1998  | Bắc Síp                             | Rauf Denktaş                  | Tổng thống Bắc Síp                                                   |
| 31 | 30 tháng 6 năm 1998  | Ấn Độ                               | Ganti Mohana Chandra Balayogi | Chủ tịch Viện Nhân dân                                               |
| 32 | 15 tháng 7 năm 1999  | Bắc Síp                             | Rauf Denktaş                  | Tổng thống Bắc Síp                                                   |
| 33 | 15 tháng 11 năm 1999 | Hoa Kỳ                              | Bill Clinton                  | Tổng thống Hoa Kỳ                                                    |
| 34 | 7 tháng 3 năm 2000   | Jordan                              | Abdullah II                   | Quốc vương Jordan                                                    |
| 35 | 14 tháng 4 năm 2000  | Ba Lan                              | Aleksander Kwasniewski        | Tổng thống Ba Lan                                                    |
| 36 | 23 tháng 4 năm 2000  | Turkmenistan                        | Sahat Muradow                 | Speaker of the Parliament of Turkmenistan                            |
| 37 | 23 tháng 11 năm 2000 | Ukraine                             | Leonid Kuchma                 | Tổng thống Ukraina                                                   |
| 38 | 13 tháng 3 năm 2001  | Azerbaijan                          | Heydar Aliyev                 | Tổng thống Azerbaijan                                                |
| 39 | 6 tháng 3 năm 2003   | Bắc Síp                             | Rauf Denktaş                  | Tổng thống Bắc Síp                                                   |
| 40 | 15 tháng 1 năm 2004  | Liên minh châu Âu                   | Romano Prodi                  | Chủ tịch Uỷ ban châu Âu                                              |
| 41 | 20 tháng 1 năm 2004  | Pakistan                            | Pervez Musharraf              | Tổng thống Pakistan                                                  |
| 42 | 2 tháng 3 năm 2004   | Liên minh châu Âu                   | Pat Cox                       | Chủ tịch Nghị viện châu Âu                                           |
| 43 | 14 tháng 4 năm 2004  | Azerbaijan                          | Ilham Aliyev                  | President of Azerbaijan                                              |
| 44 | 15 tháng 4 năm 2004  | Bắc Síp                             | Rauf Denktaş                  | President of the Turkish Republic of Northern Cyprus                 |
| 45 | 3 tháng 12 năm 2004  | Liên minh châu Âu                   | Josep Borrell Fontelles       | Chủ tịch Nghị viện châu Âu                                           |
| 46 | 9 tháng 11 năm 2005  | Bản mẫu:Country data Ủy hội châu Âu | René van der Linden           | President of the Parliamentary Assembly of the Ủy hội châu Âu        |
| 47 | 13 tháng 11 năm 2007 | Palestine                           | Mahmoud Abbas                 | President of the Palestinian National Authority                      |
| 48 | 13 tháng 11 năm 2007 | Israel                              | Shimon Peres                  | Tổng thống Israel                                                    |
| 49 | 10 tháng 4 năm 2008  | Liên minh châu Âu                   | Jose Manuel Barroso           | Chủ tịch Uỷ ban châu Âu                                              |
| 50 | 6 tháng 11 năm 2008  | Azerbaijan                          | Ilham Aliyev                  | Tổng thống Azerbaijan                                                |
| 51 | 6 tháng 4 năm 2009   | Hoa Kỳ                              | Barack Obama                  | Tổng thống Hoa Kỳ                                                    |
| 52 | 12 tháng 5 năm 2009  | Bồ Đào Nha                          | Anibal Cavaco Silva           | Tổng thống Bồ Đào Nha                                                |
| 53 | 22 tháng 10 năm 2009 | Kazakhstan                          | Nursultan Nazarbayev          | Tổng thống Kazakhstan                                                |
| 54 | 29 tháng 6 năm 2010  | Indonesia                           | Susilo Bambang Yudhoyono      | Tổng thống Indonesia                                                 |
| 55 | 19 tháng 10 năm 2010 | Đức                                 | Christian Wulff               | Tổng thống Đức                                                       |
| 56 | 7 tháng 12 năm 2010  | Pakistan                            | Yousaf Raza Gillani           | Thủ tướng Pakistan                                                   |
| 57 | 24 tháng 11 năm 2011 | Liên minh châu Âu                   | Jerzy Buzek                   | Chủ tịch Nghị viện châu Âu                                           |
| 58 | 10 tháng 1 năm 2012  | Bản mẫu:Country data Ủy hội châu Âu | Mevlüt Çavuşoğlu              | President of the Parliamentary Assembly of the Ủy hội châu Âu        |
| 59 | 12 tháng 1 năm 2012  | Kyrgyzstan                          | Almazbek Atambayev            | Tổng thống Cộng hoà Kyrgyzstan                                       |
| 60 | 10 tháng 12 năm 2012 | Palestine                           | Mahmoud Abbas                 | Tổng thống Nhà nước Palestine                                        |
| 61 | 30 tháng 5 năm 2013  | Tunisia                             | Moncef Marzouki               | Tổng thống Tunisia                                                   |

## Hình ảnh

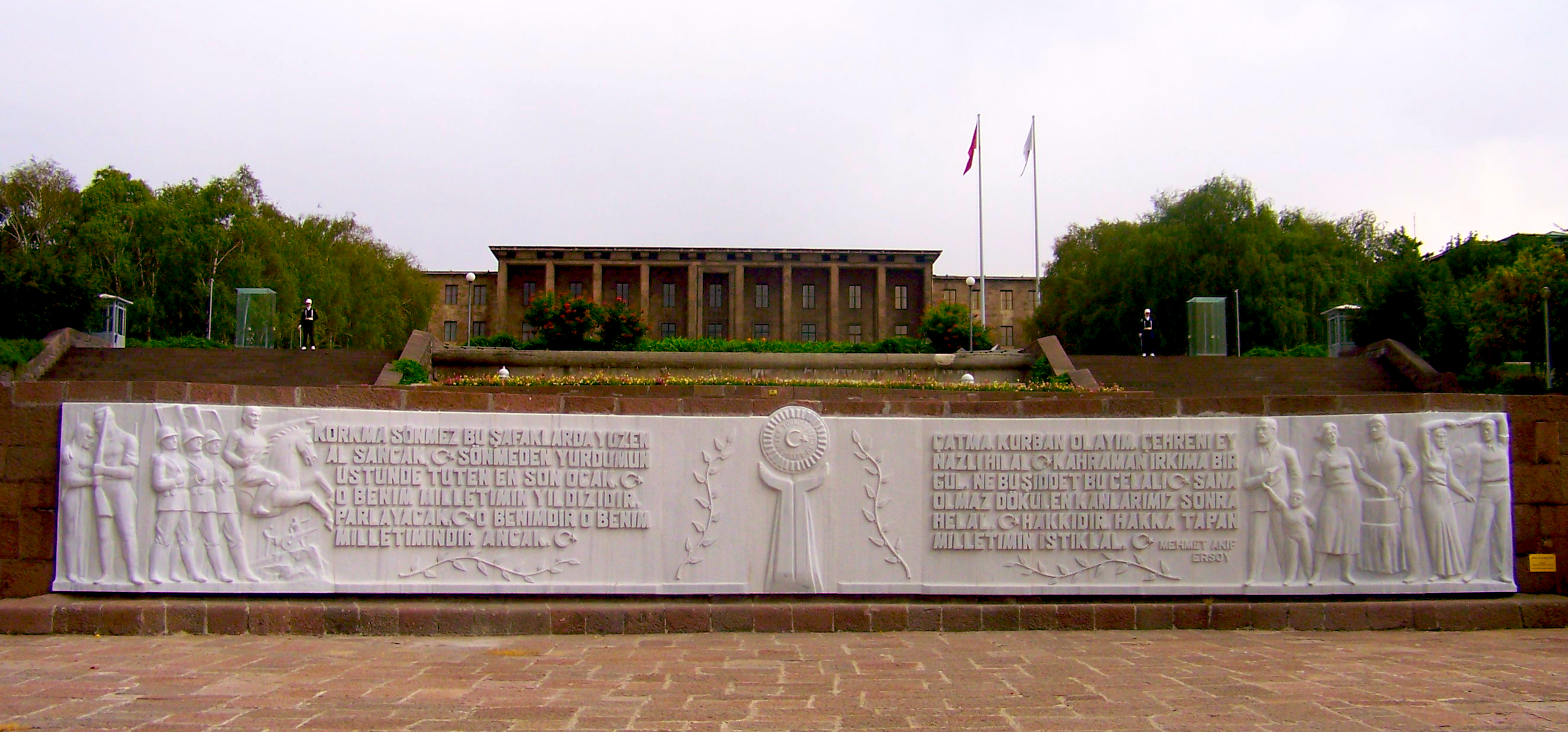
Mặt tiền trụ sở Đại Quốc hội
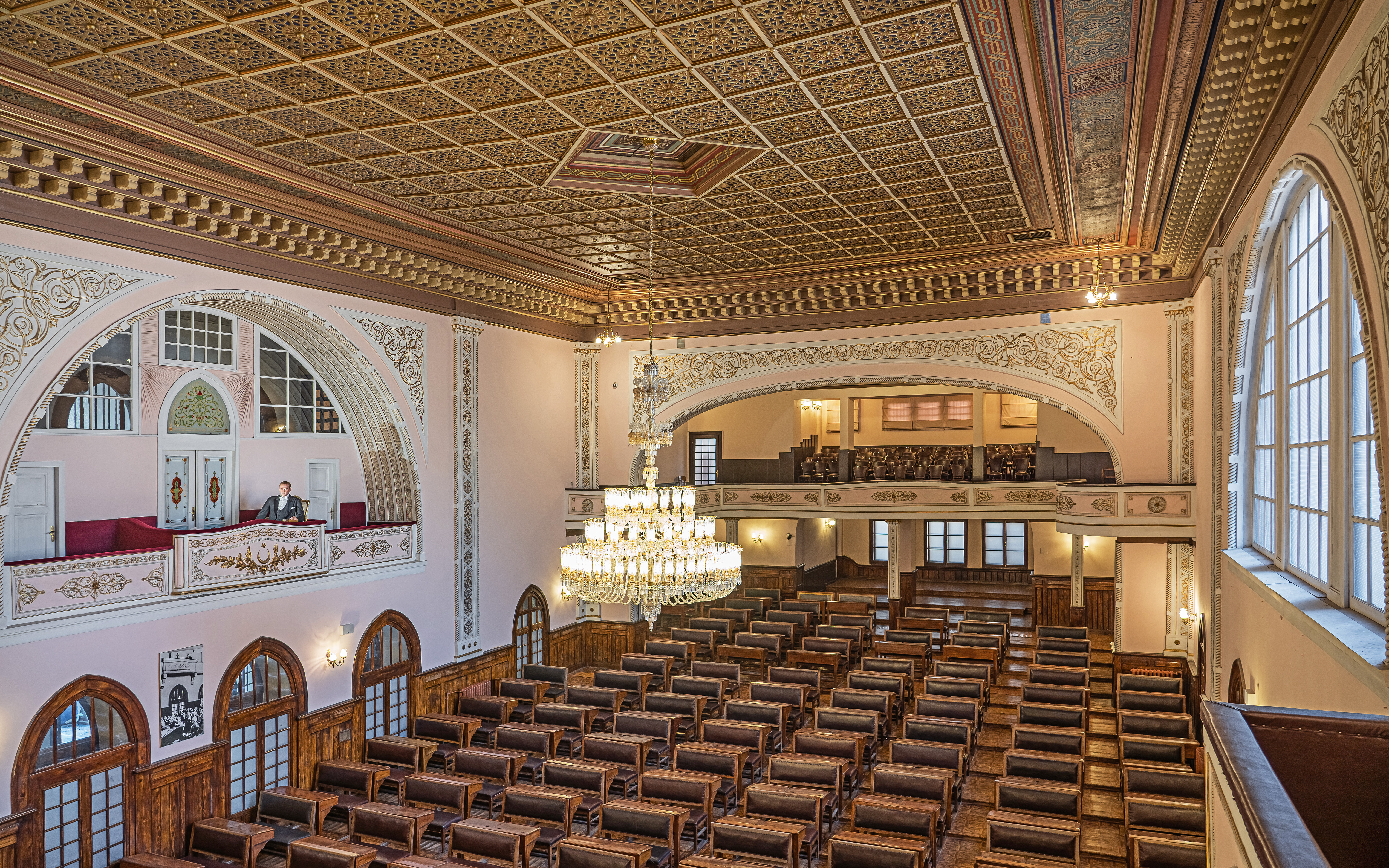
Trụ sở Đại Quốc hội cũ
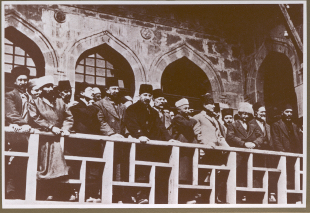
Ban công trụ sở Đại Quốc hội cũ
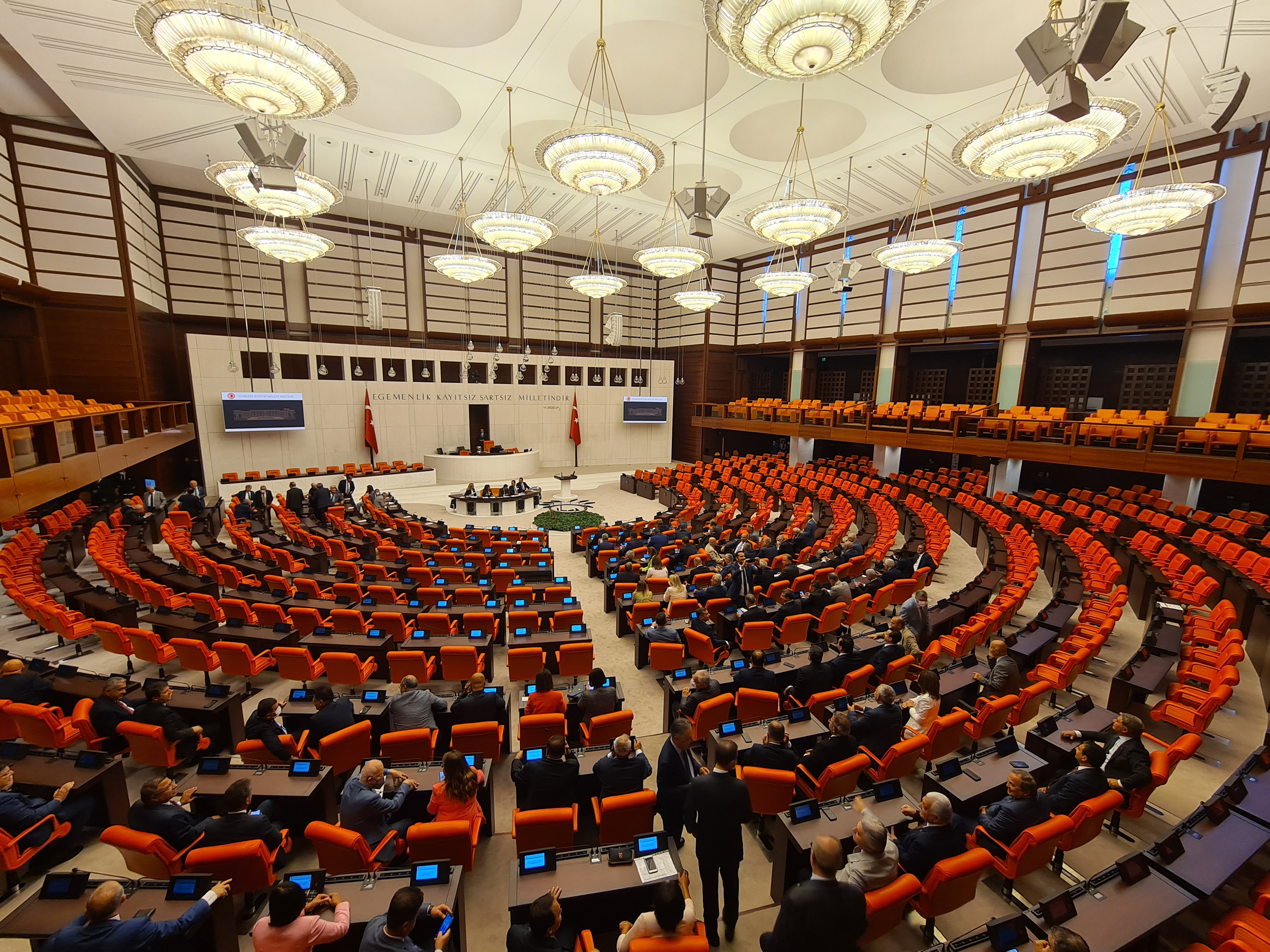
Hội trường Đại Quốc hội
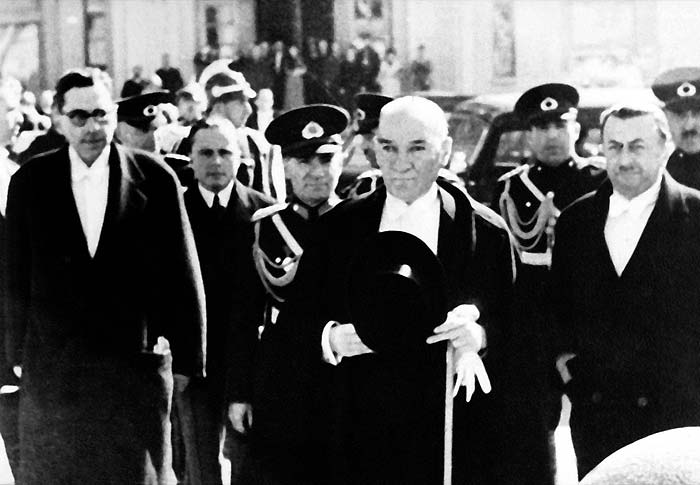
Tổng thống Atatürk tiến vào Đại Quốc hội
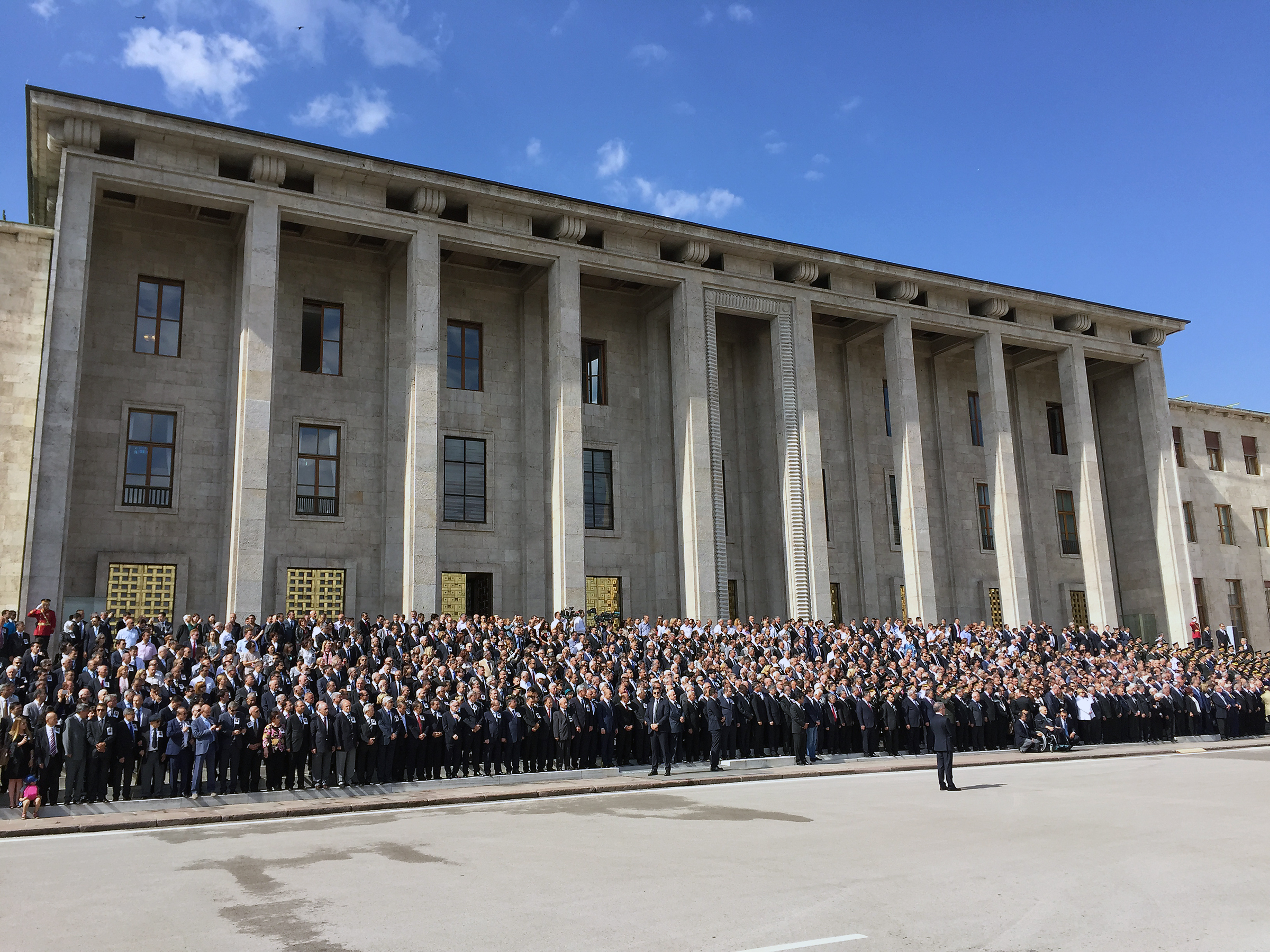
Đám tang Tổng thống Demirel
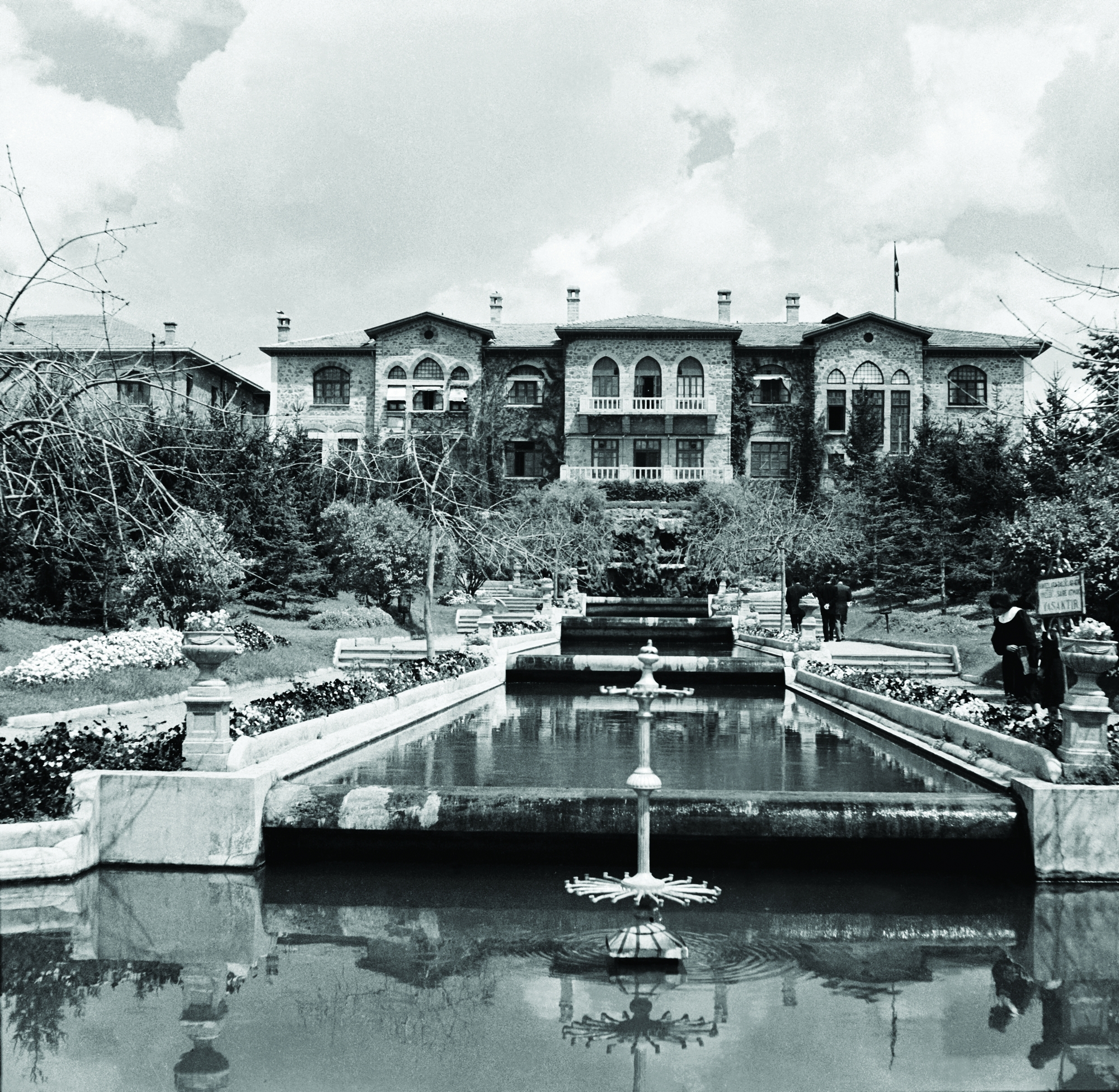
Vườn của trụ sở Đại Quốc hội thứ hai
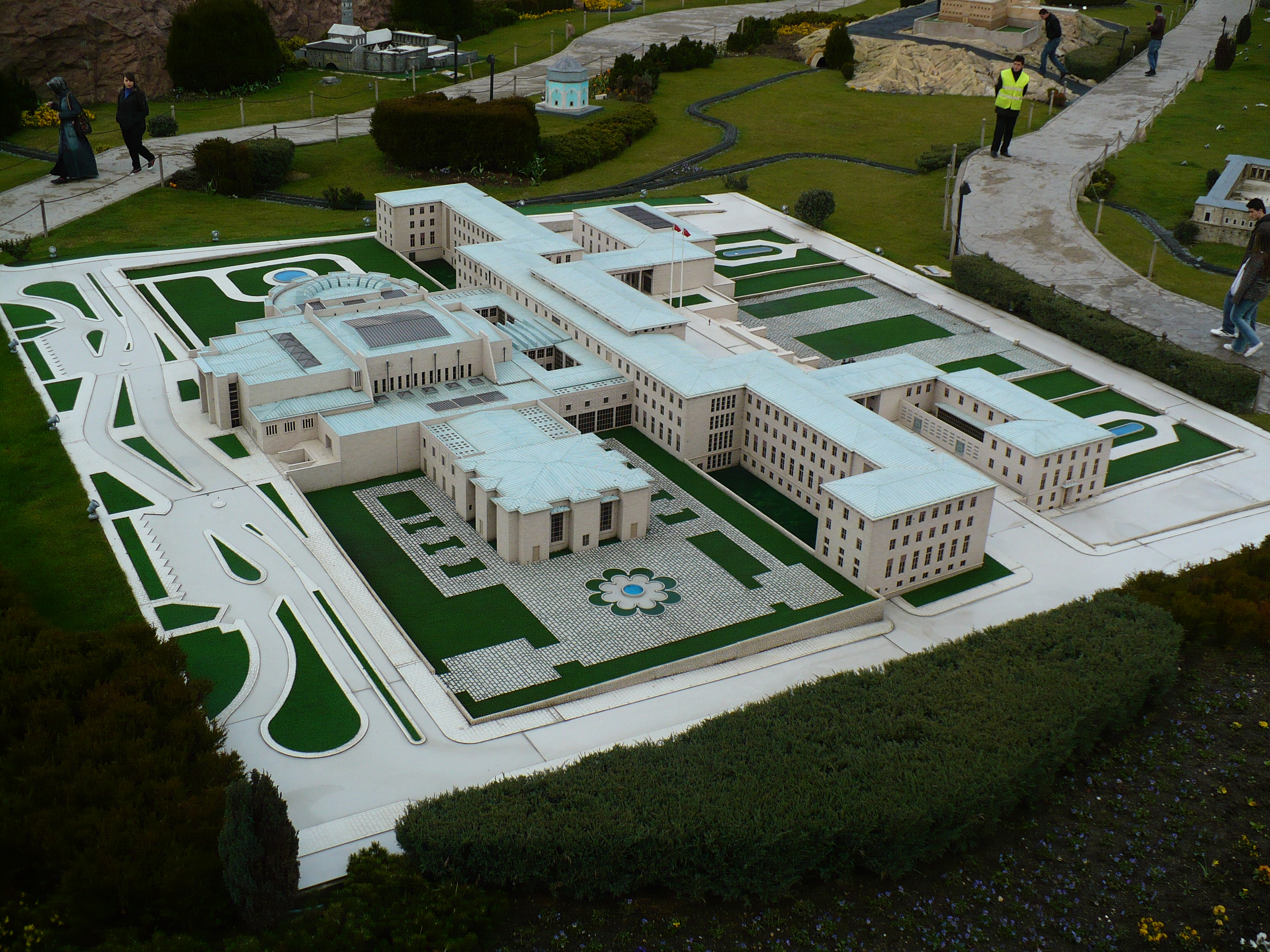
Mô hình trụ sở Đại Quốc hội hiện tại
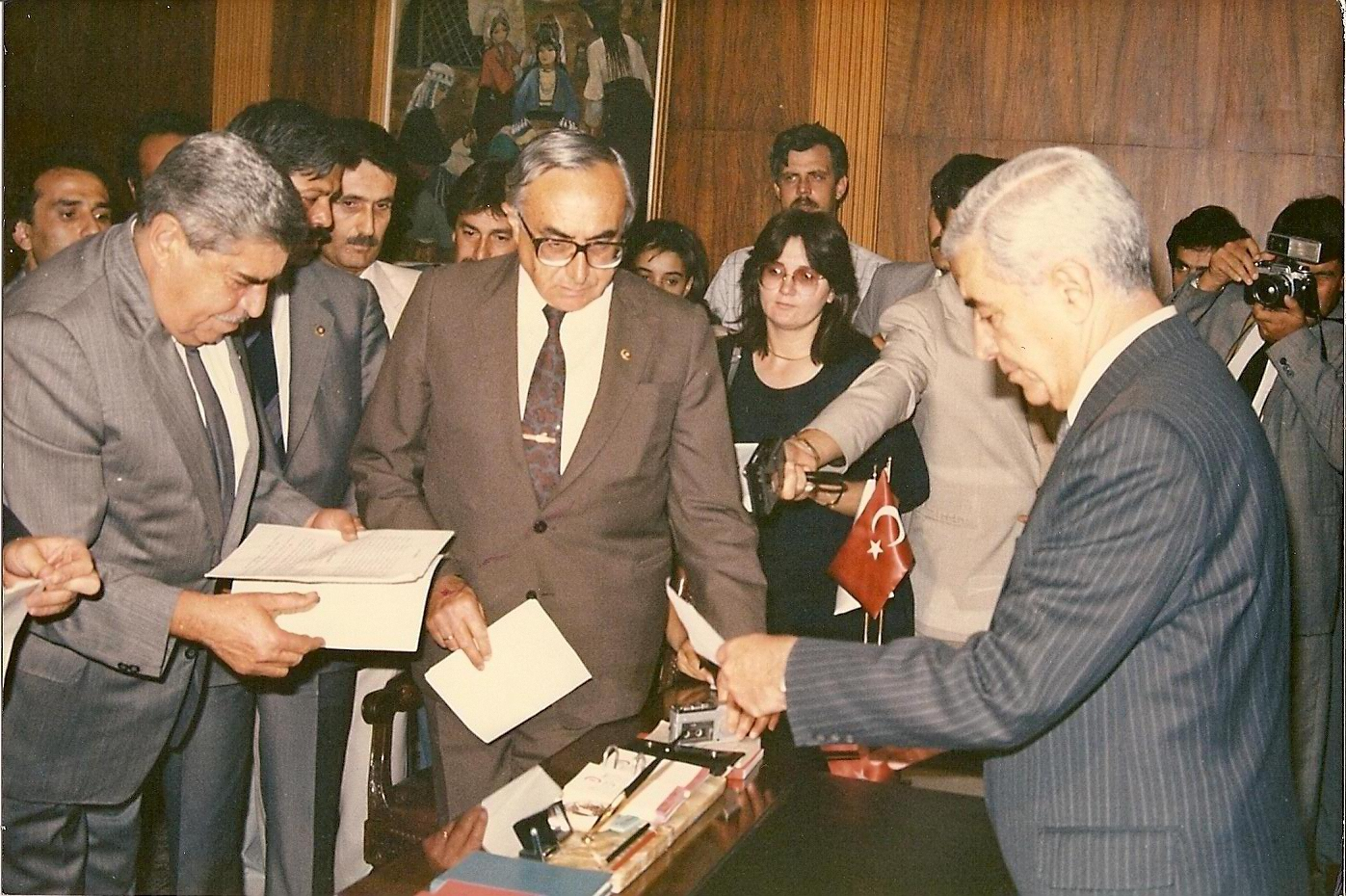
Thảo luận tại Đại Quốc hội vào thập niên 1980
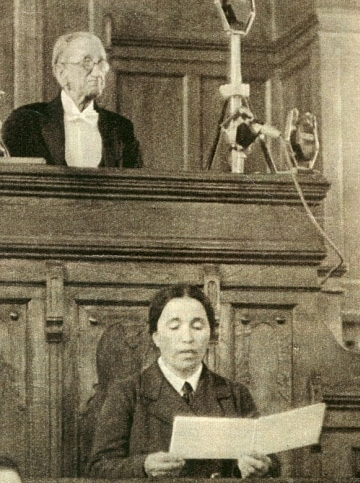
Hatı Çırpan phát biểu trước Đại Quốc hội
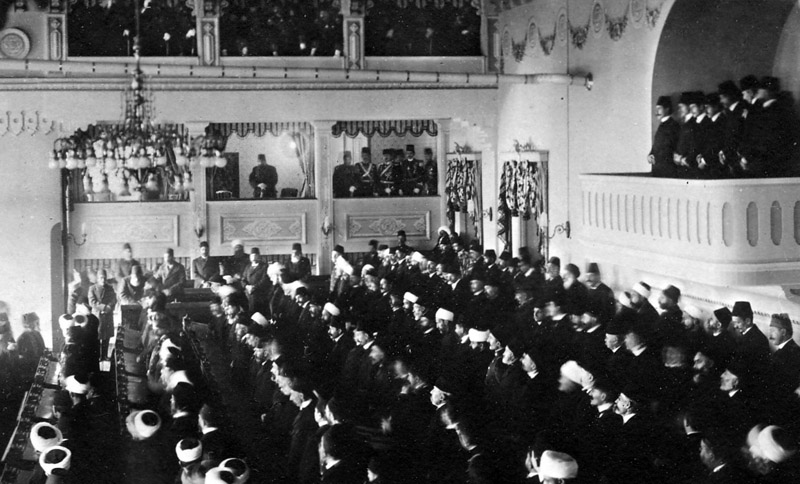
Đại Hội đồng Đế quốc Ottoman
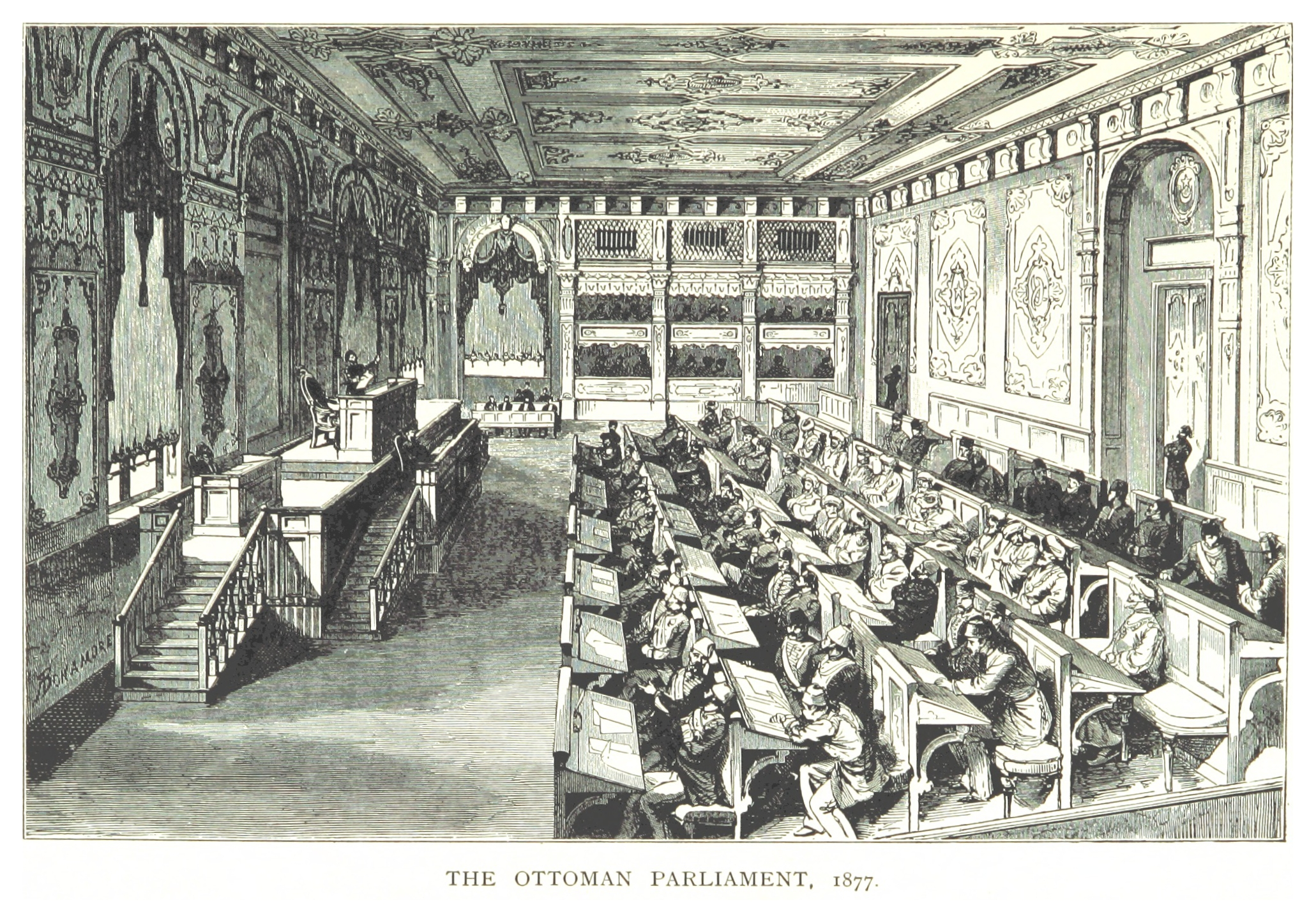
Đại Hội đồng Đế quốc Ottoman vào năm 1877

### Trích dẫn
1. ↑  "2023 Milletvekili maaşı kaç TL, ne kadar? Milletvekilleri aylık ne kadar kazanıyor?". Cumhuriyet (bằng tiếng Thổ Nhĩ Kỳ). ngày 30 tháng 5 năm 2023. Truy cập ngày 21 tháng 8 năm 2023.
2. ↑  "Türk Demokrasi Tarihinde I. Meşrutiyet Dönemi" (PDF) (bằng tiếng Thổ Nhĩ Kỳ). Gazi University. 2005. Lưu trữ (PDF) bản gốc ngày 27 tháng 11 năm 2020. Truy cập ngày 9 tháng 4 năm 2020.
3. ↑  "Yüzüncü Yılında II. Meşrutiyet'in İlanı Üzerine Bir İnceleme" (bằng tiếng Thổ Nhĩ Kỳ). Gazi University. 2008. Lưu trữ bản gốc ngày 14 tháng 1 năm 2023. Truy cập ngày 9 tháng 4 năm 2020.
4. ↑  "Mütareke Dönemi'nde Ayan Meclisi'nin Çalışmaları" (PDF). The Journal of International Social Research (bằng tiếng Thổ Nhĩ Kỳ). 2012. Lưu trữ (PDF) bản gốc ngày 29 tháng 9 năm 2020. Truy cập ngày 9 tháng 4 năm 2020.
5. ↑  "İlk Osmanlı Seçimleri ve Parlamentosu". Sosyoloji Dergisi (bằng tiếng Thổ Nhĩ Kỳ). 2013. Lưu trữ bản gốc ngày 1 tháng 10 năm 2021. Truy cập ngày 9 tháng 4 năm 2020.
6. ↑  Kinross, Patrick (1977). The Ottoman Centuries: The Rise and Fall of the Turkish Empire. Morrow. ISBN 0-688-03093-9.
7. ↑  "The Fundamental Law and abolition of the sultanate". Encyclopædia Britannica. Lưu trữ bản gốc ngày 6 tháng 8 năm 2020. Truy cập ngày 9 tháng 4 năm 2020.
8. ↑  "Olağanüstü yetkiler taşıyan bir meclisin Ankara'da toplanması kararı". atam.gov.tr (bằng tiếng Thổ Nhĩ Kỳ). Lưu trữ bản gốc ngày 19 tháng 3 năm 2021. Truy cập ngày 9 tháng 4 năm 2020.
9. ↑  "Opposition". Encyclopædia Britannica. Bản gốc lưu trữ ngày 14 tháng 9 năm 2020. Truy cập ngày 9 tháng 4 năm 2020.
10. 1 2 3 4  "Turkey under the Democrats, 1950–60". Encyclopædia Britannica. Lưu trữ bản gốc ngày 4 tháng 9 năm 2020. Truy cập ngày 9 tháng 4 năm 2020.
11. ↑  "The military coup of 1960". Encyclopædia Britannica. Bản gốc lưu trữ ngày 12 tháng 9 năm 2020. Truy cập ngày 9 tháng 4 năm 2020.
12. ↑  "The National Unity Committee". Encyclopædia Britannica. Bản gốc lưu trữ ngày 12 tháng 9 năm 2020. Truy cập ngày 9 tháng 4 năm 2020.
13. 1 2  "History". The Grand National Assembly of Turkey. Bản gốc lưu trữ ngày 24 tháng 2 năm 2020. Truy cập ngày 1 tháng 11 năm 2017.
14. 1 2  "The 1980s". Encyclopædia Britannica. Bản gốc lưu trữ ngày 9 tháng 8 năm 2020. Truy cập ngày 9 tháng 4 năm 2020.
15. ↑  "1982 referandumu: Mavi, Beyaz'a karşı" (bằng tiếng Thổ Nhĩ Kỳ). BBC. ngày 4 tháng 4 năm 2017. Lưu trữ bản gốc ngày 6 tháng 11 năm 2022. Truy cập ngày 9 tháng 4 năm 2020.
16. ↑  "Crossing the threshold – the Turkish election". electoral-reform.org.uk (bằng tiếng Anh). Lưu trữ bản gốc ngày 12 tháng 12 năm 2018. Truy cập ngày 5 tháng 4 năm 2019.
17. ↑  "Anayasa değişikliği kabul edildi! Yeni anayasa ne getiriyor?". Milliyet (bằng tiếng Thổ Nhĩ Kỳ). ngày 17 tháng 4 năm 2017. Lưu trữ bản gốc ngày 9 tháng 1 năm 2020. Truy cập ngày 9 tháng 4 năm 2020.
18. ↑  "Meclis yeni sisteme hazır: Bakanlar Kurulu sıraları kaldırıldı". CNN Türk (bằng tiếng Thổ Nhĩ Kỳ). ngày 20 tháng 9 năm 2018. Lưu trữ bản gốc ngày 28 tháng 11 năm 2018. Truy cập ngày 12 tháng 4 năm 2022.
19. ↑  "Turkey reduces its election threshold from 10 to 7 percent - Turkish Minute". tháng 4 năm 2022. Lưu trữ bản gốc ngày 8 tháng 4 năm 2022. Truy cập ngày 14 tháng 4 năm 2022.
20. ↑  "Turkey: Parliament Passes Law Amending Election Laws and Lowering Electoral Threshold". Library of Congress (bằng tiếng Anh). Truy cập ngày 15 tháng 12 năm 2023.
21. ↑  hlsjrnldev. "ECHR Upholds Turkey's 10% Threshold in Elections" (bằng tiếng Anh). Lưu trữ bản gốc ngày 17 tháng 2 năm 2020. Truy cập ngày 17 tháng 2 năm 2020.
22. ↑  e.g. Istanbul in 2011 has a successful candidate at 3.2% Lưu trữ ngày 15 tháng 6 năm 2011 tại Wayback Machine
23. ↑  "Son Dakika: TBMM'nin yeni başkanı Numan Kurtulmuş oldu". Haberler. ngày 8 tháng 6 năm 2023. Lưu trữ bản gốc ngày 7 tháng 6 năm 2023. Truy cập ngày 8 tháng 6 năm 2023.
24. ↑  "HDP MP not allowed to speak Kurdish in parliament". Gazete Duvar (bằng tiếng Thổ Nhĩ Kỳ). ngày 12 tháng 7 năm 2022. Lưu trữ bản gốc ngày 16 tháng 12 năm 2022. Truy cập ngày 16 tháng 12 năm 2022.
25. ↑  "Turkish parliament offers simultaneous translation into four languages, excludes Kurdish". Gazete Duvar (bằng tiếng Thổ Nhĩ Kỳ). ngày 10 tháng 5 năm 2021. Lưu trữ bản gốc ngày 16 tháng 12 năm 2022. Truy cập ngày 16 tháng 12 năm 2022.
26. ↑  "Adalet Komisyonu". GNAT. Truy cập ngày 23 tháng 10 năm 2023.
27. ↑  "Anayasa Komisyonu". GNAT. Truy cập ngày 23 tháng 10 năm 2023.
28. ↑  "Avrupa Birliği Uyum Komisyonu". GNAT. Truy cập ngày 23 tháng 10 năm 2023.
29. ↑  "Bayındırlık, İmar, Ulaştırma ve Turizm Komisyonu". GNAT. Truy cập ngày 23 tháng 10 năm 2023.
30. ↑  "Çevre Komisyonu". GNAT. Truy cập ngày 23 tháng 10 năm 2023.
31. ↑  "Dışişleri Komisyonu". GNAT. Truy cập ngày 23 tháng 10 năm 2023.
32. ↑  "Dijital Mecralar Komisyonu". GNAT. Truy cập ngày 23 tháng 10 năm 2023.
33. ↑  "Dilekçe Komisyonu". GNAT. Truy cập ngày 23 tháng 10 năm 2023.
34. ↑  "Güvenlik ve İstihbarat Komisyonu". GNAT. Truy cập ngày 23 tháng 10 năm 2023.
35. ↑  "İçişleri Komisyonu". GNAT. Truy cập ngày 23 tháng 10 năm 2023.
36. ↑  "İnsan Haklarını İnceleme Komisyonu". GNAT. Truy cập ngày 23 tháng 10 năm 2023.
37. ↑  "İslamofobi ve Irkçılık İnceleme Alt Komisyonu". GNAT. Truy cập ngày 23 tháng 10 năm 2023.
38. ↑  "Hükümlü ve Tutuklu Haklarını İnceleme Alt Komisyonu". GNAT. Truy cập ngày 23 tháng 10 năm 2023.
39. ↑  "Göç ve Uyum Alt Komisyonu". GNAT. Truy cập ngày 23 tháng 10 năm 2023.
40. ↑  "Çocuk Hakları Alt Komisyonu". GNAT. Truy cập ngày 23 tháng 10 năm 2023.
41. ↑  "Kadın Erkek Fırsat Eşitliği Komisyonu". GNAT. Truy cập ngày 23 tháng 10 năm 2023.
42. ↑  "Kadın Erkek Fırsat Eşitliği Komisyonu". GNAT. Truy cập ngày 23 tháng 10 năm 2023.
43. ↑  "Milli Eğitim, Kültür, Gençlik ve Spor Komisyonu". GNAT. Truy cập ngày 23 tháng 10 năm 2023.
44. ↑  "Milli Savunma Komisyonu". GNAT. Truy cập ngày 23 tháng 10 năm 2023.
45. ↑  "Plan ve Bütçe Komisyonu". GNAT. Truy cập ngày 23 tháng 10 năm 2023.
46. ↑  "Sanayi, Ticaret, Enerji, Tabii Kaynaklar, Bilgi ve Teknoloji Komisyonu". GNAT. Truy cập ngày 23 tháng 10 năm 2023.
47. ↑  "Tarım, Orman ve Köyişleri Komisyonu". GNAT. Truy cập ngày 23 tháng 10 năm 2023.
48. 1 2  "The Grand National Assembly of Turkey". Lưu trữ bản gốc ngày 4 tháng 8 năm 2021. Truy cập ngày 15 tháng 7 năm 2016.
49. ↑  Yale, Pat; Virginia Maxwell; Miriam Raphael; Jean-Bernard Carillet (2005). Turkey. Lonely Planet. ISBN 1-74059-683-8. Lưu trữ bản gốc ngày 14 tháng 1 năm 2023. Truy cập ngày 11 tháng 11 năm 2020.
50. ↑  Central Bank of the Republic of Turkey Lưu trữ ngày 15 tháng 6 năm 2009 tại Wayback Machine.
51. ↑  "Meclis yaz dönemini tadilatla geçirecek" (bằng tiếng Thổ Nhĩ Kỳ). TRT News. ngày 23 tháng 8 năm 2016. Lưu trữ bản gốc ngày 18 tháng 8 năm 2018. Truy cập ngày 23 tháng 1 năm 2017.
52. ↑  "Yabancı Konukların Genel Kurulda konuşmaları". www5.tbmm.gov.tr. Türkiye Büyük Millet Meclisi. Truy cập ngày 16 tháng 9 năm 2023.
53. ↑  Bakırcı, Fahri (2015). Türkiye Büyük Millet Meclisindeki Yerleşik Uygulamalar. Ankara: TBMM Basımevi. tr. 449. ISBN 978-975-8805-53-2. Truy cập ngày 16 tháng 9 năm 2023.